# باتريك دونكان (كاتب)
باتريك دونكان (بالإنجليزية: Patrick Duncan)‏ هو صحفي وكاتب جنوب أفريقي، ولد في 1918 في جوهانسبرغ في جنوب أفريقيا، وتوفي في 1967 في لندن في المملكة المتحدة.